# 罗兰·特里门
罗兰·特里门（1840年10月29日—1916年7月25日）是一位英裔南非博物学家，是最早研究拟态和多态性的昆虫学家之一，1871年成为倫敦林奈學會会士，1882年当选英国皇家学会会士，1910年获達爾文獎章。